# Karayagummi
Karayagummi eller sterkuliagummi är ett vegetabiliskt gummi som utvinns ur trädet Sterculia urens. Karayagummi är en polysackaridsyra som består av sockerarterna galaktos, rhamnos och galakturonsyra. Det används som förtjockningsmedel och emulgeringsmedel i livsmedel, som laxermedel och som proteslim. Som livsmedelstillsats har det E-nummer E416.
Karayagummi kan utvinnas ur trädet Sterculia urens. Det är ett värdefullt ämne och tappas traditionellt genom att skära eller skala av barken, eller genom att göra djupa sprickor vid botten av stammen med en yxa. Extraktionsmetoderna resulterar ofta i att trädet dör, men det har visat sig att användning av växttillväxtregulatorn etefon stimulerar produktionen av gummi, och när det används i noggrant kontrollerade mängder ökar gummiskörden och förbättrar trädets läkning och överlevnad.